# جائزة إيطاليا الكبرى 1984
جائزة إيطاليا الكبرى 1984 هو سباق فورمولا 1 أقيم بتاريخ 9 سبتمبر 1984 في حلبة مونزا. كان الرابع عشر من أصل 16 في بطولة العالم لسباقات الفورمولا واحد موسم 1984. حلّ النمساوي نيكي لاودا أولا بينما جاء الإيطالي ميكيلي ألبوريتو في المركز الثاني وحصل على المركز الثالث الإيطالي ريكاردو باتريس.